# 심수창
심수창(沈秀昌, 1981년 7월 9일 ~ )은 전 KBO 리그 LG 트윈스의 투수이자, 현 MBC 스포츠플러스의 야구 해설위원이다. 그의 아버지는 야구 심판인 심태석이다.

## 선수 시절

### 아마추어 시절
배명고등학교 1학년 때 MLB 팀 보스턴 레드삭스로부터 입단 제의를 받을 만큼 가능성이 엿보이는 투수로 평가받았다. 제시받은 계약금은 80만 달러였다. 한양대학교 재학 중이던 2003년, 아테네 올림픽 예선을 겸한 삿포로 아시아 야구 선수권 대회에 아마추어 선수로 유일하게 대표팀에 합류했으나 연습 경기 도중 부상을 입어 최종 엔트리에서 제외됐다. 한양대학교 졸업 후 LG 트윈스에 입단하는 과정에서 계약금을 놓고 구단과 마찰을 빚었으나, 계약금 2억 1,000만원에 합의해 프로에 입단했다. 이는 당시 입단한 대졸 선수 중 최고액이다.

### LG 트윈스시절
순탄하지만은 않았던 절차 끝에 KBO 리그 입단 첫 해인 2004년 9월에 있었던 병역 비리 사건에 연루돼 구속됐고, 그 해 11월 조진호, 윤현식 등과 함께 징역 8개월을 선고받아 복역했다. 출소 후 재검에서 면제받아 2005년에 복귀해 2006년에는 10승을 거뒀다. 그는 2009년 6월 14일 SK 와이번스전 이후 승리를 기록하지 못했다. 그리고 2009년 8월 6일 KIA전에서 선발 포수였던 조인성과 내분이 폭발해 말다툼하는 장면이 방송에 나왔다. 이 사건으로 2군에 내려간 뒤, 당시 감독이었던 김재박은 다시는 1군에 올리지 않겠다고 해 사실상 2009 시즌을 마무리했다. 당시 박종훈이 감독으로 부임 후 조인성과 배터리를 이뤄 다시 출장을 재개했다. 하지만 2009 시즌부터 이어 오던 부진의 늪에서 쉽사리 빠져 나오지 못한 그는 호투에도 불구하고 계속 승리를 기록하지 못하며 2011년 7월 31일 넥센 히어로즈로 트레이드될 때까지 KBO 리그에서 단일 투수로는 통산 최다 연패인 18연패를 기록해 트레이드의 원인이 됐다.

### 넥센 히어로즈시절

#### 2011년 시즌
7월 31일 트레이드 마감 시한을 앞두고 LG 트윈스와의 2:2 트레이드에 포함돼 내야수 박병호와 함께 이적했다. 8월 3일 삼성전에서 이적 후 첫 선발 등판해 6이닝 3실점을 기록했으나 패전 투수가 되며 선발 연패 기록을 18경기로 늘렸으나, QS를 기록했다. 8월 9일 롯데전에서 이적 후 2번째 선발 등판해 6.1이닝동안 1실점 호투를 펼쳐 786일 만에 선발 승을 기록하며 긴 연패를 끊었다. 마무리로 등판한 손승락은 세이브를 거둘 때 그를 가리키며 포효했고 경기 후 그는 인터뷰에서 눈물을 보였다. 이후, 롯데전에서 다시 승리를 거둬 선발로 나와 거둔 2승을 모두 롯데를 상대로 기록했다. 2011 시즌 후 그의 786일 만의 선발 승 장면이 '카스 포인트 어워즈'에서 카스 모멘트 MVP에 선정됐다.

#### 2013년 시즌
이 해에는 1군에 오르지 못했고, 2군에서도 안 좋은 모습을 보여 그 해 11월 22일 2차 드래프트로 롯데 자이언츠에 이적했다.

### 롯데 자이언츠시절

#### 2015년시즌
시즌 전 쓰리쿼터 형태로 볼을 던지며 구속이 10 km/h이상 늘어났다. 4월 30일 넥센 히어로즈전에서는 3이닝을 소화해 오랜만에 세이브를 기록했다. 선발 승을 하지 못해 1330여일 동안 선발 승이 없었는데, 5월 13일 넥센전에서 블론 세이브를 범했으나 최준석의 결승 끝내기 홈런으로 그가 구원 승을 거둬 1355일만에 승리 투수가 됐다.

### 한화 이글스시절
2015년 11월 30일 4년 13억에 FA 계약하며 이적했다. 이후 롯데 자이언츠는 보상 선수로 박한길을 영입했다.

#### 2016년시즌
후반기 첫 선발 등판이었던 7월 30일 두산전에서 5.1이닝 6피안타, 3탈삼진, 3실점(2자책)으로 호투해 넥센 히어로즈 소속이던 지난 2011년 8월 27일 롯데 자이언츠전 이후 1,799일만의 선발 승을 거뒀다. 5승을 거뒀는데, 한 시즌에 5승 이상을 거둔 것은 2009년 이후 7년 만이었다.
2018년 8월 29일에 정재원과 함께 방출됐다.

### LG 트윈스복귀
2018년 11월 22일에 장원삼과 함께 이적하며 8년만에 복귀했다.

## 야구선수 은퇴 후
2020년부터 MBC 스포츠플러스의 야구 해설위원으로 활동했다.
현재는 MBC 스포츠플러스의 유튜브 스톡킹 에서 정용검 아나운서와 함께 활동 중이다

## 별명
- 연기자 송승헌을 닮아 '심승헌'[18]이라고 불린다.
- 심장을 쿵쾅거리게 만든다고 해서 '심쿵창'이라고 불린다.
- 넥센 히어로즈 시절 18연패를 당해 '슈퍼스타'라고 불린다.

## 방송 출연
- MBC 《라디오스타》- 2020년 11월 25일 게스트

## 출신 학교
- 서울고명초등학교
- 이수중학교
- 배명고등학교
- 한양대학교 체육학과 00학번

## 통산 기록
| 연도 | 팀명   | 평균자책점 | 경기 | 완투 | 완봉 | 승 | 패 | 세 | 홀 | 승률  | 타자 | 이닝  | 피안타 | 피홈런 | 볼넷 | 사구 | 탈삼진 | 실점 | 자책점 |
| ---- | ------ | ---------- | ---- | ---- | ---- | -- | -- | -- | -- | ----- | ---- | ----- | ------ | ------ | ---- | ---- | ------ | ---- | ------ |
| 2004 | LG     | 4.55       | 16   | 0    | 0    | 2  | 1  | 1  | 1  | 0.667 | 136  | 29.2  | 41     | 8      | 7    | 3    | 18     | 20   | 15     |
| 2005 | LG     | 4.22       | 19   | 0    | 0    | 0  | 1  | 0  | 1  | 0.000 | 144  | 32    | 33     | 1      | 17   | 1    | 21     | 18   | 15     |
| 2006 | LG     | 4.38       | 29   | 0    | 0    | 10 | 9  | 0  | 0  | 0.526 | 595  | 135.2 | 147    | 17     | 52   | 8    | 56     | 73   | 66     |
| 2007 | LG     | 4.31       | 56   | 0    | 0    | 3  | 5  | 2  | 10 | 0.375 | 347  | 77.1  | 83     | 4      | 40   | 0    | 47     | 39   | 37     |
| 2008 | LG     | 5.16       | 16   | 0    | 0    | 6  | 5  | 0  | 0  | 0.545 | 315  | 66.1  | 97     | 4      | 22   | 4    | 20     | 42   | 38     |
| 2009 | LG     | 5.31       | 21   | 0    | 0    | 6  | 12 | 0  | 0  | 0.333 | 550  | 122   | 143    | 21     | 57   | 7    | 57     | 74   | 72     |
| 2010 | LG     | 7.57       | 12   | 0    | 0    | 0  | 4  | 0  | 1  | 0.000 | 174  | 35.2  | 58     | 3      | 15   | 4    | 7      | 30   | 30     |
| 2011 | 넥센   | 5.01       | 28   | 0    | 0    | 2  | 13 | 0  | 0  | 0.133 | 498  | 109.2 | 138    | 12     | 42   | 6    | 52     | 67   | 61     |
| 2012 | 넥센   | 7.30       | 21   | 0    | 0    | 0  | 5  | 0  | 0  | 0.000 | 198  | 40.2  | 58     | 3      | 21   | 2    | 24     | 36   | 33     |
| 2014 | 롯데   | 9.15       | 11   | 0    | 0    | 0  | 0  | 2  | 0  | -     | 89   | 19.2  | 24     | 7      | 8    | 0    | 14     | 20   | 20     |
| 2015 | 롯데   | 6.01       | 39   | 0    | 0    | 4  | 6  | 5  | 3  | 0.400 | 340  | 73.1  | 99     | 9      | 29   | 3    | 76     | 56   | 49     |
| 2016 | 한화   | 5.96       | 66   | 0    | 0    | 5  | 5  | 2  | 6  | 0.500 | 529  | 113.1 | 138    | 14     | 58   | 4    | 76     | 86   | 75     |
| 2017 | 한화   | 4.74       | 48   | 0    | 0    | 3  | 1  | 2  | 2  | 0.750 | 260  | 57    | 71     | 8      | 22   | 2    | 54     | 32   | 30     |
| 2018 | 한화   | 15.43      | 3    | 0    | 0    | 0  | 0  | 0  | 0  | -     | 13   | 2.1   | 7      | 2      | 0    | 0    | 2      | 4    | 4      |
| 2019 | LG     | 6.17       | 5    | 0    | 0    | 1  | 1  | 0  | 0  | 0.500 | 57   | 11.2  | 17     | 1      | 7    | 0    | 12     | 8    | 8      |
| 통산 | 15시즌 | 5.37       | 390  | 0    | 0    | 42 | 68 | 14 | 24 | 0.382 | 4245 | 926.1 | 1154   | 114    | 397  | 44   | 536    | 605  | 553    |